# Колиба страха 3: Нулти пацијент
Колиба страха 3: Нулти пацијент (енгл. Cabin Fever: Patient Zero) америчко-немачки је научнофантастични хорор филм из 2014. године, редитеља Кареа Ендруза, са Рајаном Доновом, Брандом Итоном, Џилијан Мари, Мичом Рајаном, Лидијом Херст и Шоном Астином у главним улогама. Представља преднаставак филмова Колиба страха (2002) и Колиба страха 2: Пролећна грозница (2009), чији је творац Илај Рот. Филм приказује порекло вируса из претходна два дела.
Нулти пацијент је сниман у Доминиканској Републици, у копродукцији америчких и немачких издавачких кућа. Премијерно је приказан 6. фебруара 2014. Добио је негативне оцене критичара. На сајту Ротен томејтоуз оцењен је 24%, а на Метакритику са 28%. Ове оцене ипак представљају напредак у односу на други део.
Иако је првобитно било планирано да се паралелно са трећим снима и четврти део под насловом Колиба страха 4: Почетак епидемије, од ове идеје се убрзо одустало. Уместо тога, 2016. године је снимљен римејк оригиналног филма, чији продуцент је Илај Рот.

## Радња
Др Едвардс одлази на удаљено острво како би у тамошњим лабораторијама испитао случај господина Портера. Иако је установљено да Портер у свом организму има бактерију која се храни људским месом, он нема никаквих симптома и не показује знакове некрозе. Пролазе два месеца од почетка испитивања и Портеру понестаје стрпљења. Пошто му доктори не дозвољавају да види супругу, он планира да побегне из изолације, што би могло проузроковати настанком пандемије опасне болести коју носи у себи.

## Улоге
| Глумац                | Улога      |
| --------------------- | ---------- |
| Мич Рајан             | Маркус     |
| Рајан Доново          | Добс       |
| Брандо Итон           | Џош        |
| Џилијан Мари          | Пени       |
| Кари Грејам           | др Едвардс |
| Лидија Херст          | Бриџет     |
| Шон Астин             | Портер     |
| Соли Дуран            | Камила     |
| Клодет Лали           | Кејт       |
| Хуан „Папо” Банкалари | г. Аријас  |
| Мари Мишел Базиле     | старица    |
| Роберто Линвал        | Хорхе      |